# Núria Solé i Sanromà
Núria Solé i Sanromà –o Núria Solé de Porta, com signava els seus treballs– (Constantí, Tarragona, 22 de juny de 1925 - Reus, 2 de maig de 2013) va ser una geòloga i palinòloga catalana, molt respectada a la comunitat palinològica internacional.

## Activitat professional
Després d'estudiar el batxillerat a l'nstitut de  Tarragona es disposava a estudiar Magisteri a la mateixa ciutat, com volien a casa seva. Però canvià d'idea i es matriculà a la Facultat de Ciències Naturals de la Universitat de Barcelona, on va ser ajudant en pràctiques de la doctora Carmina Virgili. Núria Solé es va doctorar en Palinologia el 1970, amb una tesi dirigida per Miquel Crusafont. Al llarg de la seva carrera professional va impartir classe a la Universidad Industrial de Santander, a Bucaramanga (Colòmbia), a la Universidad de Salamanca i a la Universitat de Barcelona.
A la dècada dels seixanta va viure uns quants anys a Colòmbia per treballar amb el Servei Geològic Colombià; va contribuir –juntament amb el seu marit, el professor Jaume de Porta–, a la creació d'un nou programa de Geologia a la Universitat Industrial de Santander a Bucaramanga, el qual es va materialitzar a la dècada dels vuitanta i continua actiu. En tornar a Espanya va treballar a la Universitat de Salamanca; més tard es va incorporar al Departament d'Estratigrafia, Paleontologia i Geociències Marines de la Facultat de Geologia de la Universitat de Barcelona, on impartí classes fins a la seva jubilació, el 1995.
Va ser membre fundadora de l'Associació de Palinòlegs de Llengua Espanyola (APLE) des de 1978, i en va ser vicepresidenta durant alguns anys i també sòcia d'honor.
Núria Solé va anar publicant el resultat de les seves investigacions: molts treballs sobre molt diversos temes i regions, des de la palinologia del Cretaci, Cenozoic i Quaternari de Colòmbia i l'Argentina, fins a la geologia del Triàsic-Quaternari, bioestratigrafía i paleoecologia de diverses regions europees, i específicament espanyoles i catalanes.
Col·laboradora sempre ben disposada per als seus companys palinòlegs i per a diverses promocions d'estudiants, Núria Solé formà part de les generacions de geòlegs que, hereus de l'anomenada «escola geòlogica de Barcelona» desenvolupada a la Universitat de Barcelona entorn de la figura de Solé Sabarís, propagaren el flux del seu guiatge cap a altres universitats de l'estat i de l'Amèrica Llatina.